# Belno (gmina Bieliny)
Belno – wieś w Polsce położona w województwie świętokrzyskim, w powiecie kieleckim, w gminie Bieliny.
| SIMC    | Nazwa    | Rodzaj     |
| ------- | -------- | ---------- |
| 0227560 | Barwinek | przysiółek |
| 0227577 | Podlesie | przysiółek |

## Historia
Belno – w wieku XIX opisano jako wieś poduchowną, nad rzeką Belnianką, wśród Łysogór w powiecie kieleckim, ówczesnej gminie Daleszyce, o 10 wiorst na północny zachód od Łagowa.
W 1827 r. było tu 19 domów i 116 mieszkańców.
Mieszkańcy wsi utrzymywali się głównie ze stawów hodowlanych, zniszczonych podczas wielkiej burzy w 1967 r. Na początku XX w. funkcjonowały tu na małą skalę tartak i cegielnia, spalone wskutek pożaru w latach 20.
W latach 1954–1959 wieś należała do gromady Napęków, po jej zniesieniu należała i była siedzibą władz gromady Belno. W latach 1975–1998 miejscowość należała administracyjnie do województwa kieleckiego. Historycznie położone w Małopolsce (ziemia sandomierska), od początku swego istnienia związane z dobrami biskupów krakowskich.

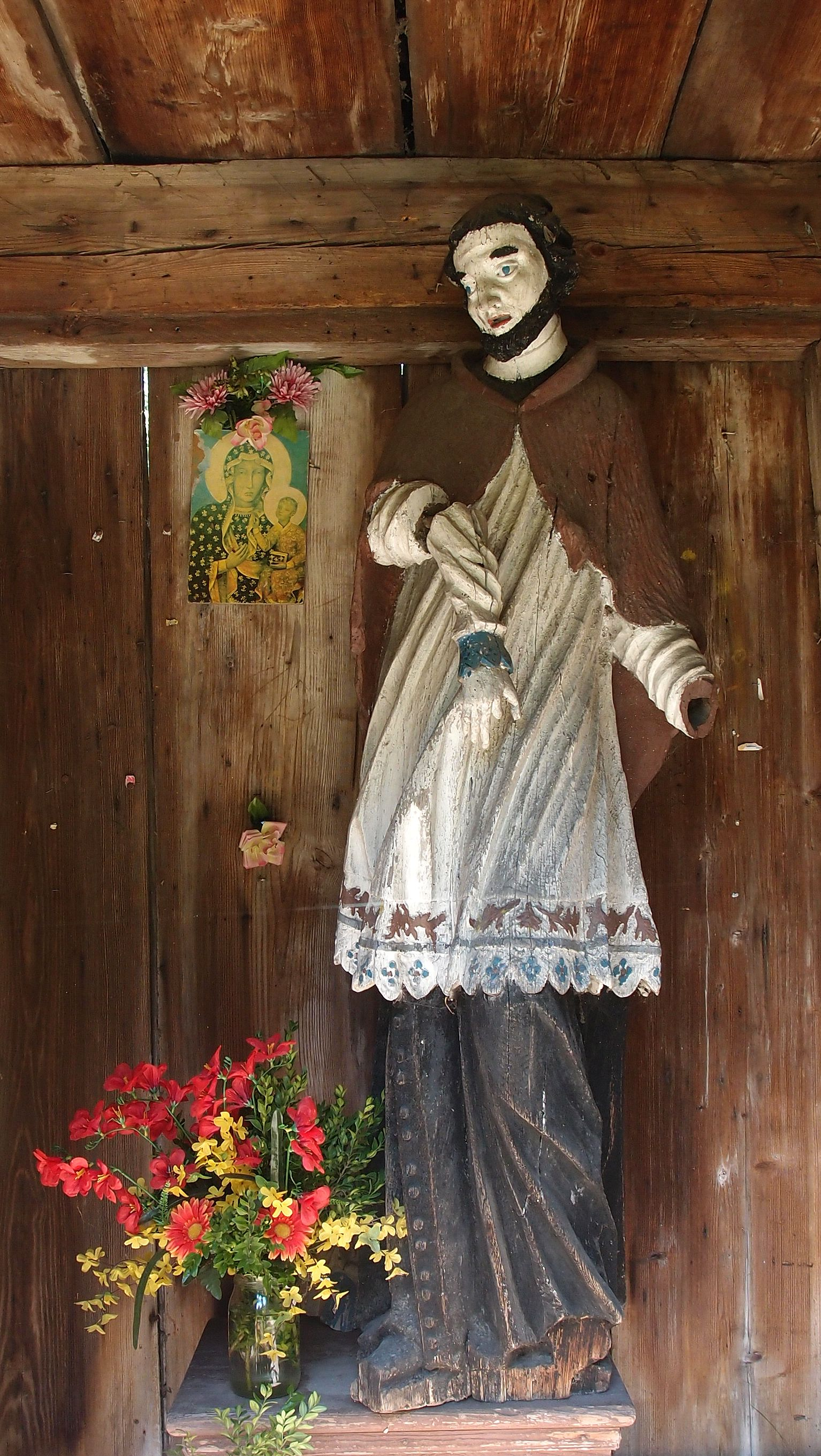
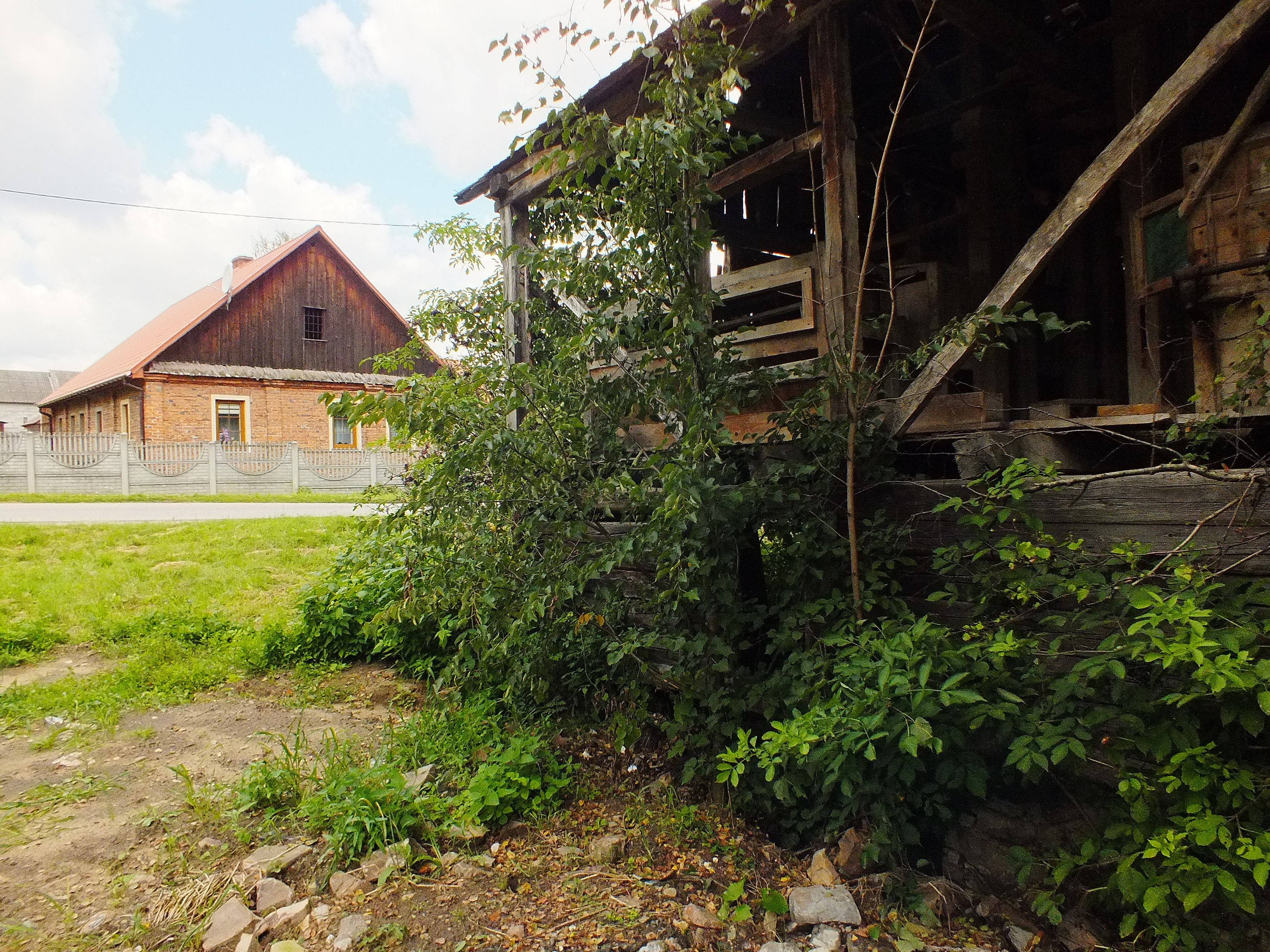
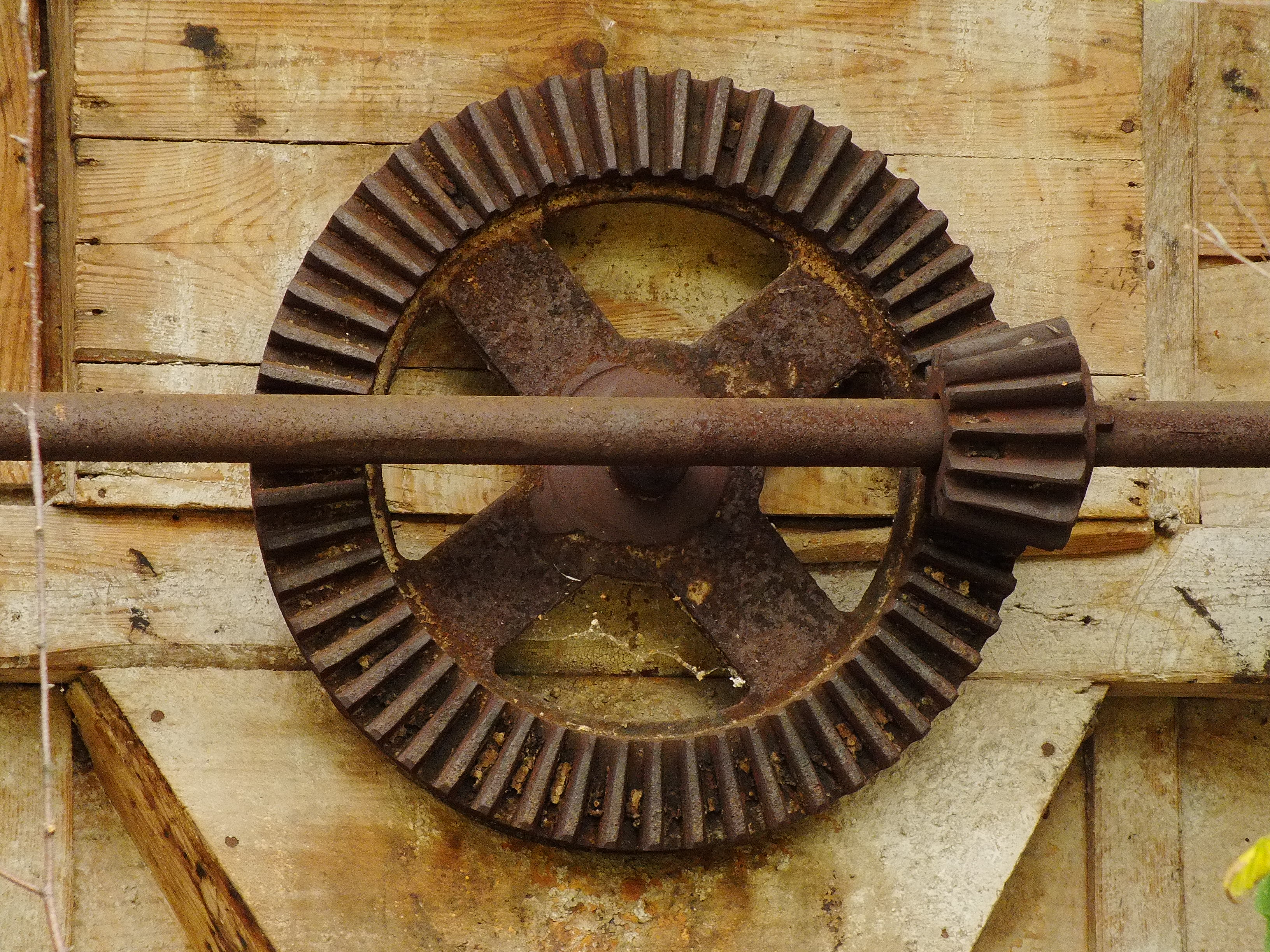
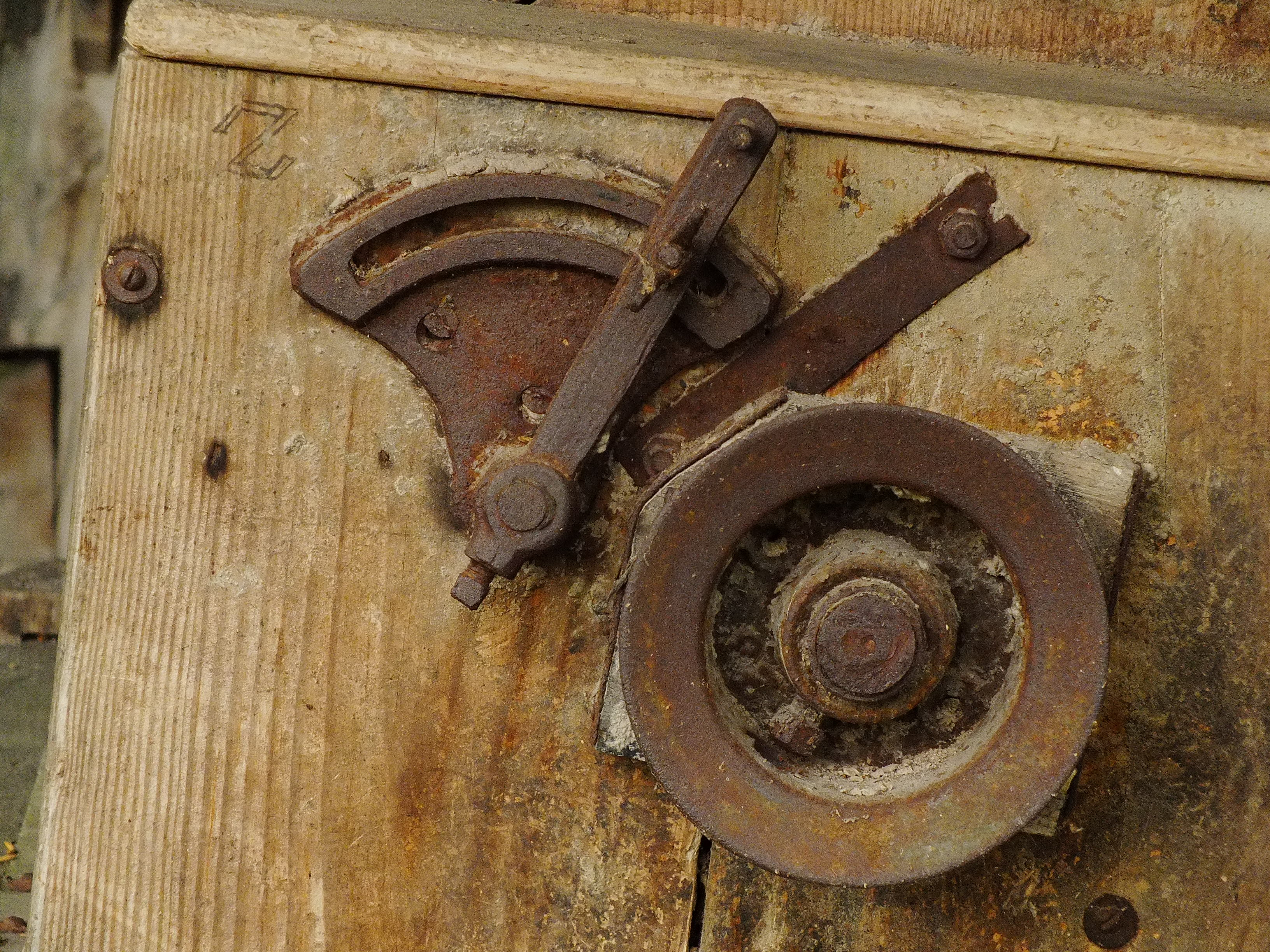
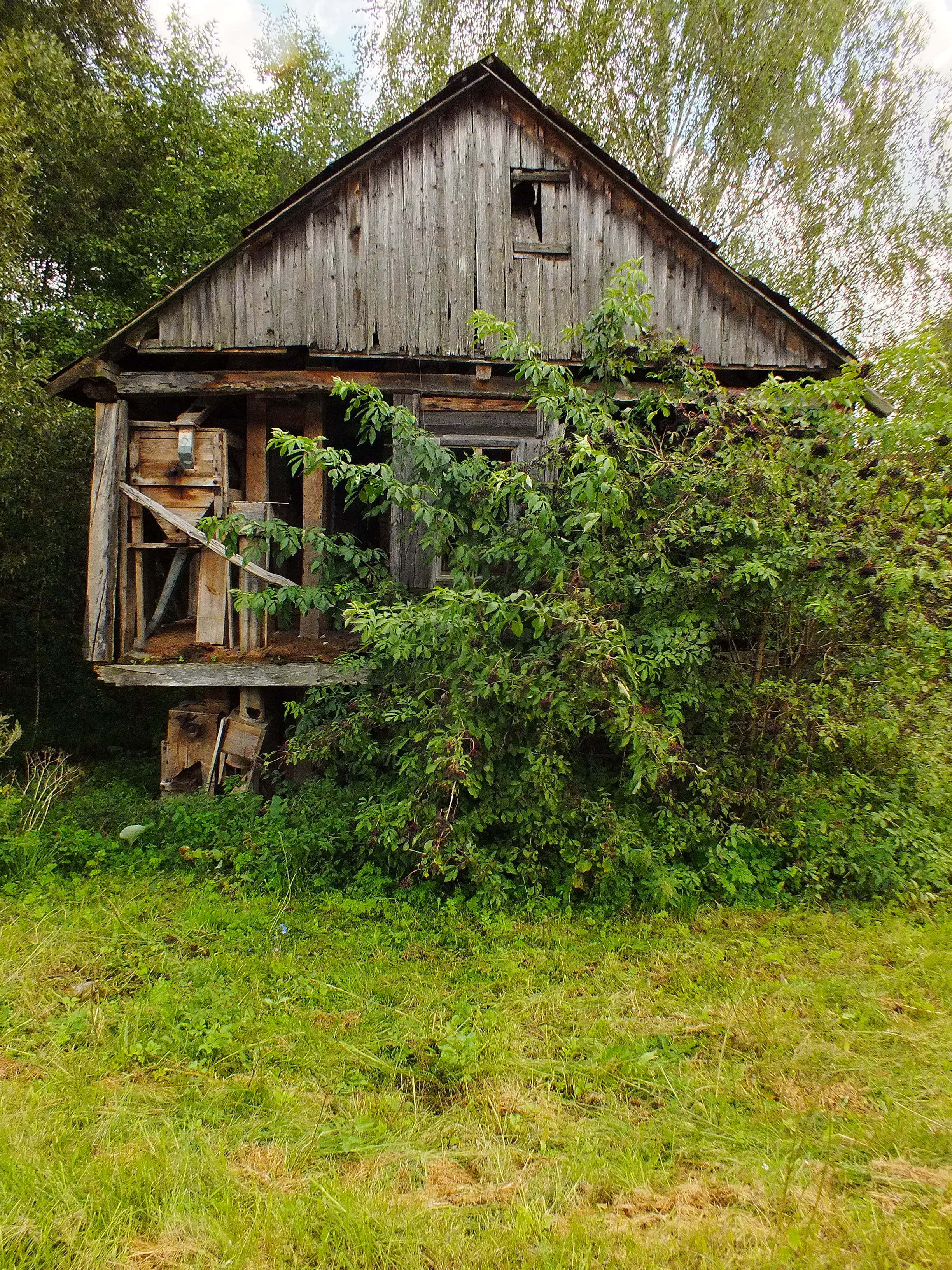

## Zabytki

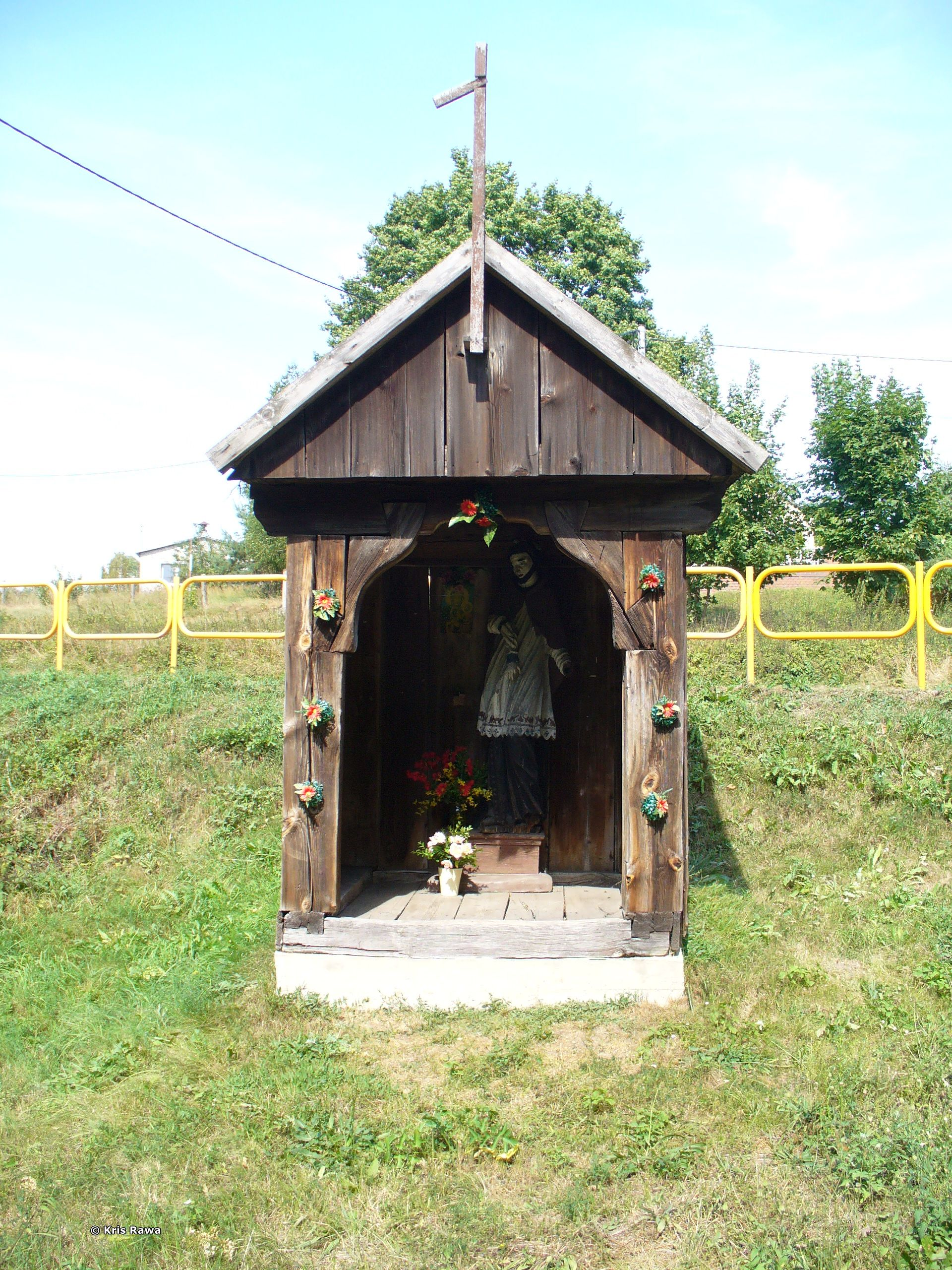
Kapliczka św. Jana Nepomucena z drugiej połowy XIX wieku.

- Drewniany młyn z 1884 r., zbudowany przy znajdujących się wówczas we wsi stawach, pełniący swą funkcję aż do 1995 r. Wpisany do rejestru zabytków nieruchomych (nr rej.: A.210 z 18.08.1970)[7].
- Kapliczka św. Jana Nepomucena w Belnie z drugiej połowy XIX wieku. Budowla jest drewniana, kryta gontem. W środku 1,5 metrowa barokowa figurka świętego. Postaci brakuje połowy lewej ręki. Kaplica z figurą znajduje się po prawej stronie DK 74 Kielce - Lublin.